# Хлорид диэтилиндия
Хлорид диэтилиндия — элементоорганическое вещество, 
алкилпроизводное индия 
с формулой (C2H5)2InCl.

## Получение
- Кипячение эфирных растворов триэтилиндия и хлороформа:

{\displaystyle {\mathsf {In(C_{2}H_{5})_{3}+CHCl_{3}\ {\xrightarrow {35^{o}C}}\ (C_{2}H_{5})_{2}InCl+C_{2}H_{5}CHCl_{2}}}}
- Реакция эфирных растворов триэтилиндия и хлорида индия(III):

{\displaystyle {\mathsf {2In(C_{2}H_{5})_{3}+InCl_{3}\ {\xrightarrow {}}\ 3(C_{2}H_{5})_{2}InCl}}}

## Физические свойства
Хлорид диэтилиндия образует бесцветные кристаллы,
растворяется в хлороформе, этаноле и нитробензоле.